# Elizabeth Berridge
Elizabeth Berridge (New Rochelle, 2 maggio 1962) è un'attrice statunitense.

## Biografia
Nata a New Rochelle da padre avvocato e madre assistente sociale, crebbe tuttavia a Larchmont. Il ruolo che la rese nota al grande pubblico fu quello di Constanze Weber, la moglie di Wolfgang Amadeus Mozart, nell'Amadeus di Miloš Forman. Il ruolo era stato assegnato a Meg Tilly, che tuttavia si infortunò ad un ginocchio a riprese già iniziate. La Berridge ebbe la meglio su Diane Franklin per prenderne il posto.

## Vita privata
Nel 2001 ha sposato Kevin Corrigan, da cui ha avuto una figlia, Sadie Rose Corrigan.

## Filmografia parziale
- Il tunnel dell'orrore (The Funhouse), regia di Tobe Hooper (1981)
- Amadeus, regia di Miloš Forman (1984)
- Dentro la grande mela (Five Corners), regia di Tony Bill (1988)
- Miami Vice - serie TV, episodio 5x14 (1989)
- Party di capodanno (When the Party's over), regia di Matthew Irmas (1993)
- Payback - La rivincita di Porter (Payback), regia di Brian Helgeland (1999)
- Oceano di fuoco - Hidalgo (Hidalgo), regia di Joe Johnston (2004)
- Please Give, regia di Nicole Holofcener (2010)
- Results, regia di Andrew Bujalski (2015)